# Until the End of Time (single)
Until the End of Time is een postuum uitgebracht nummer van de Amerikaanse rapper 2Pac uit 2001, in samenwerking met R&B-zanger R.L. Huggar. Het is de eerste single van zijn, postuum uitgebrachte, zevende studioalbum.
Het nummer bevat een sample uit "Broken Wings" van Mr. Mister. Er bestaat tevens een versie van het nummer waarop Mr. Mister-bassist Richard Page meedoet.  De originele versie van "Until the End of Time" werd in een aantal landen een hit. In de Amerikaanse Billboard Hot 100 was het nummer met een 52e positie niet bijzonder succesvol. In de Nederlandse Top 40 had het nummer met een 13e positie meer succes, en in de Vlaamse Ultratop 50 nog meer met een 3e positie.